# Alessandro Von Mayer
Alessandro Von Maier, detto Ceci (Sanremo, 22 giugno 1923 – Sanremo, 10 luglio 2005), è stato un allenatore di calcio e calciatore italiano, di ruolo portiere.

## Biografia
Figlio di un colonnello zarista d'origine estone che si era trasferito a Sanremo dopo la rivoluzione russa. Conosceva la lingua inglese, francese, tedesca, russa, spagnola ed estone.
Ha avuto un figlio di nome Luigi e una figlia di nome Clara.
A Von Maier è dedicato un torneo calcistico che si svolge nella città di Sanremo.

## Carriera

### Calciatore
Cresciuto nella Sanremese, esordisce con il sodalizio matuziano a 17 anni, nell'incontro vinto 3-0 contro l'Albenga. Militò con i biancoazzurri sino al 1943, di cui l'ultimo in prestito dalla Juventus, che lo aveva acquistato.
Nel 1944 fu prestato al Liguria, sodalizio con cui disputò il Campionato di guerra dell'Alta Italia, ottenendo il 4º posto del Campionato I Zona Piemonte-Liguria.
Terminata la guerra tornò alla Juventus, club con cui non esordì mai in prima squadra, anche a causa di un lungo infortunio.
Nel gennaio 1948 passò al Palermo, sodalizio con cui ottiene la promozione in massima serie al termine della Serie B 1947-1948.
Nel 1948 ritorna alla Sanremese, club in cui militerà sino al suo ritiro avvenuto nel 1957.

### Allenatore
Iniziò la carriera di allenatore con la Sanremese nella stagione 1956-1957, rivestendo il duplice ruolo di allenatore/giocatore. La prima esperienza sulla panchina matuziana terminerà nel 1959, per farvi ritorno nella stagione 1976-1977. In seguito allenerà il Sanremo '80 ed i Carlin's Boys.